# Hidròxid d'amoni

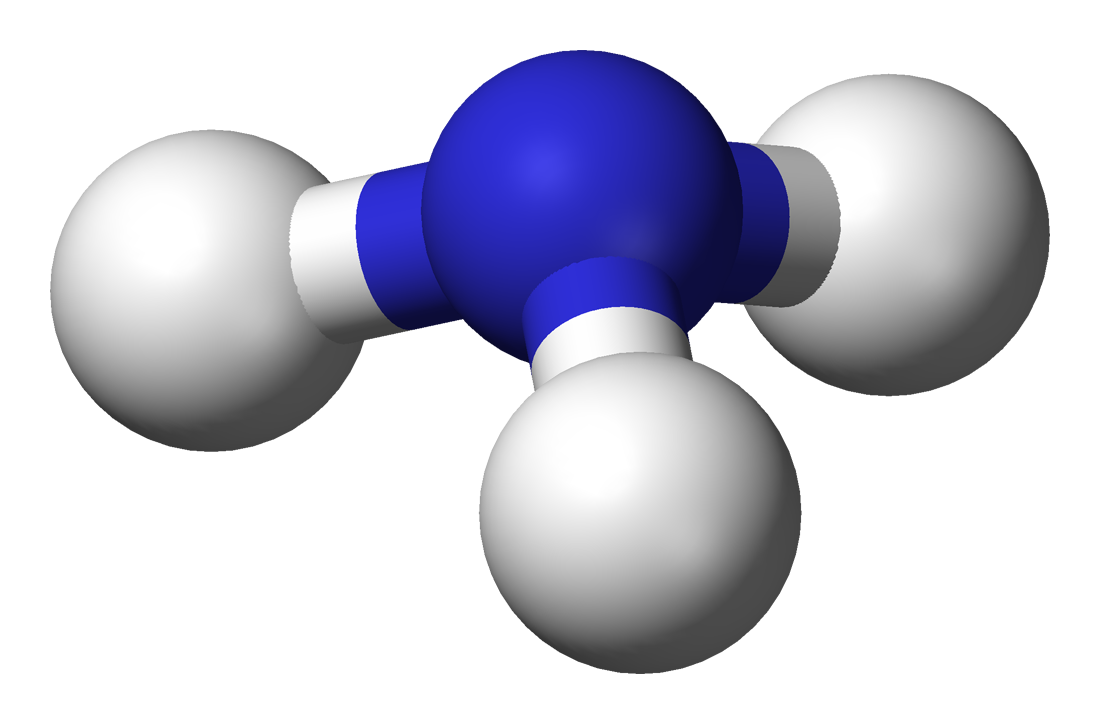
Estructura de l’amoníac

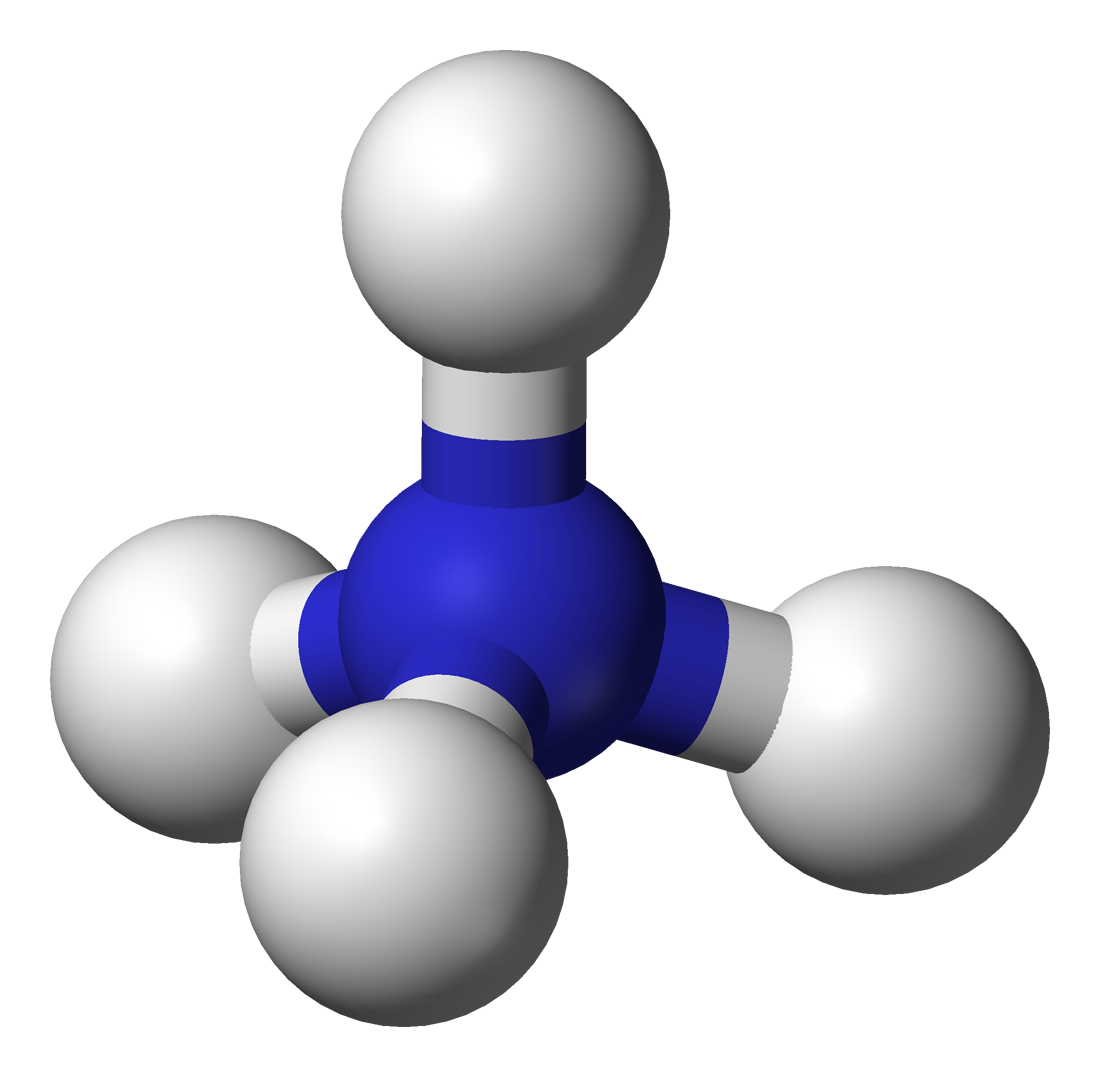
Estructura del catió amoni

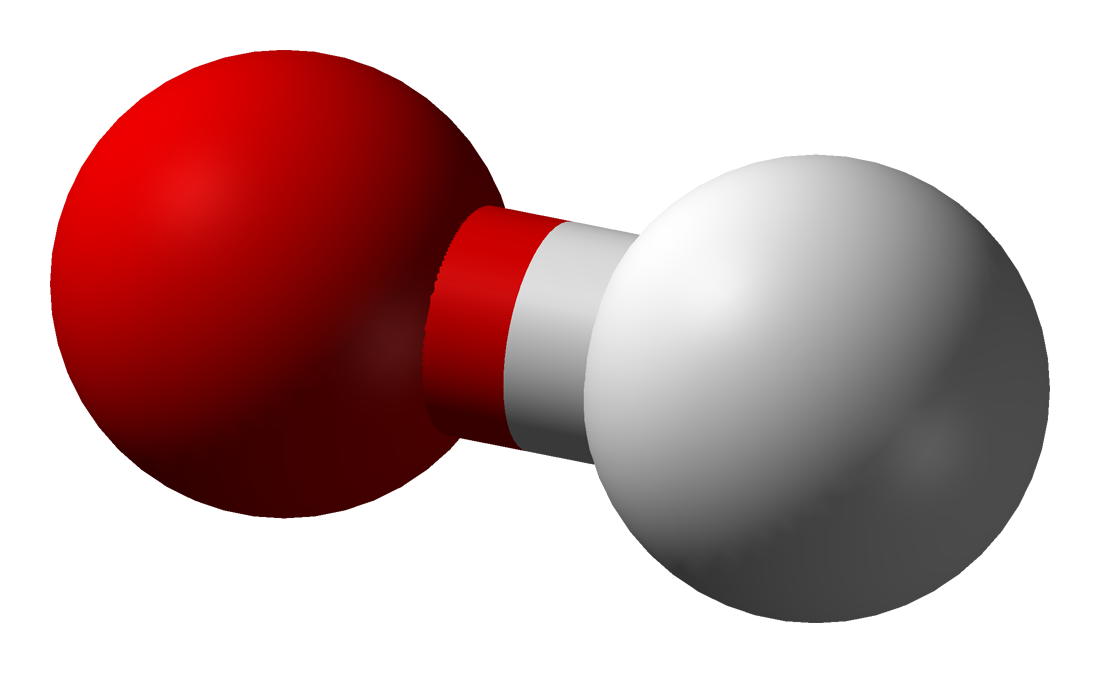
Model de l’anió hidròxid

L'hidròxid d’amoni (antigament hidròxid amònic, aqua ammonia o amoníac aquòs) és una solució d'amoníac en aigua.
L'amoníac és anhidre, no té aigua en la seva composició, l'amoníac d’ús domèstic és l’hidròxid d’amoni i és, doncs, una solució de l’amoníac (NH₃) en aigua

## Basicitat de l’amoníac en aigua
En solució aquosa, l’amoníac desprotona una petita fracció de l’aigua per donar amoni i hidròxid d’acord amb el següent equilibri químic:
NH₃ + H₂O  NH₄+ + OH−.
En una solució d’amoníac 1M, un 0,42% de l’amoníac es converteix en amoni, equivalent a un pH d'11,63. La constant d’ionització de base és
Kb = [NH₄+][OH-]/[NH₃] = 1.8×10−5

## Solucions saturades
Com altres gasos l’amoníac mostra solubilitat decreixent en solvents líquids a mesura que s'incrementa la temperatura del solvent. Les solucions d’amoníac disminueixen de densitat a mesura que s'incrementa la concentració de l’amoníac dissolt. A 15,6 °C la densitat de la solució saturada és 0,88 g/ml i conté 35% d’amoníac per massa, 308 g/l w/v, (308 grams d’amoníac per litre de solució) i té una molaritat de 18 mol L−1. At temperatures més altes la molaritat de la solució saturada disminueix i la densitat s'incrementa.

## Aplicacions
L’amoníac domèstic és hidròxid d’amoni diluït, el qual també és un ingredient de nombrosos agents netejadors, incloent moltes fórmules de neteja de finestres.
A la indústria l’hidròxid d’amoni es fa servir com un precursor per algunes amines alquil, encara que normalment es prefereix l’amoníac anhidre. Es forma ràpidament hexametilenetetramina de les solucions aquoses d’amoníac i formaldehid. Es forma etilenediamina a partir de l'1,2-dicloroetà i amoníac aquòs.
Per a fer mobles l’hidròxid d’amoni era tradicionalment emprat per enfosquir o tenyir la fusta que contingui àcid tànic.
Com additiu alimentari es fa servir com antimicrobià Als Estats Units està classificat com segur per la Food and Drug Administration (generally recognized as safe). Alguns restaurants de menjar ràpid (fast-food) l’apliquen sobre la carn de boví, però recentment McDonald's, Burger King i Taco Bell han aturat aquesta pràctica.

## Ús en laboratori
L’amoníac aquòs es fa servir en la tradicional anàlisi inorgànica qualitativa com un complexant i una base química. Com moltes amines, dona un color molt blau amb les solucions de coure (II). Les solucions d’amoníac poden dissoldre els residus de plata, com els que es formen del reactiu de Tollens.
Quan es mescla hidròxid d’amoni amb peròxid d’hidrògen diluït en presència d’un ió metall, com el Cu2+, el peròxid experimenta una descomposició ràpida.